# Pedro Morales Muñoz
Pedro Morales Muñoz (Lopera provincie Jaén, 24 januari 1923 – Sevilla, 30 juni 2017) was een Spaans componist, dirigent en klarinettist.

## Levensloop
Morales Muñoz kreeg op achtjarige leeftijd zijn eerste muziekles in solfège en het bespelen van de piccolo bij de dirigent van de plaatselijke banda Pedro Gil Lerín. Vervolgens studeerde hij klarinet en harmonie bij Pedro Gámez Laserna in de stad Córdoba. Deze muziekleraar was tegelijkertijd dirigent van de militaire muziekkapel in deze stad en adviseerde zijn leerling in dit muziekkorps in te treden. Vervolgens studeerde hij in Madrid bij Pedro Gil Lerín harmonieleer, contrapunt, fuga, koor- en HaFadirectie met het doel het diploma als militaire kapelmeester te behalen. Hij werd dirigent van de militaire muziekkapel van het regiment Granada 34 in Huelva. Vervolgens werd hij kapelmeester bij de bekende muziekkapel van het Infanterieregiment Soria 9 in Sevilla en deelde zich deze functie met zijn leraar en vriend Pedro Gámez Laserna gedurende 1 jaar, daarna werd hij chef-dirigent van het orkest.
In 1962 nam hij de leiding van de Banda de la Academia de Infantería de Toledo over en vervulde deze functie gedurende vijf jaar. In 1967 kwam hij definitief terug als dirigent van de Banda de Música del Regimiento de Infantería Soria 9.
Als componist schreef hij paso dobles, zarzuelas, processiemarsen, militaire marsen en Spaanse liederen.

## Composities

### Werken voor harmonieorkest
- 1957 · Cristo Chico del Humilladero, processiemars
- 1968 · Esperanza Macarena, processiemars (opgedragen aan de broederschap "Hermandad de la Macarena" in Sevilla)[1]
- 1970 · Virgen de Montserrat, processiemars (opgedragen aan de broederschap "Hermandad Monserrat" in Sevilla)
- 1970 · Virgen de la Paz, processiemars (opgedragen aan een andere broederschap "Hermandad. La Paz" in Sevilla)[2]
- 1972 · Virgen de los Negritos, processiemars  (opgedragen aan een andere broederschap "Hermandad de los Negritos" in Sevilla)
- 1973 · Lopera, paso doble
- 1974 · Virgen de la Encina, processiemars
- 1978 · Angelitos Negros
- 1978 · Virgen de las Angustias, processiemars
- 1981 · Virgen del Refugio, processiemars
- 1985 · Cristo de la Conversión, processiemars
- 1986 · Virgen del Dulce Nombre, processiemars[3]
- 1987 · Paz y Amparo, processiemars
- 1990 · Pasa la Virgen de la Soledad, processiemars
- 1991 · La Soledad, processiemars
- 1991 · Virgen de la Cabeza, processiemars
- 1992 · La Roda te Corona, processiemars
- 1994 · Al cielo con ella, processiemars
- 1994 · Amor y Socorro, processiemars
- 1994 · Sentencia de Cristo, processiemars
- 1995 · Virgen de la Esperanza, processiemars
- 1996 · Cristo de la Exaltación, processiemars
- 1996 · Nuestra Señora de las Lagrimas, processiemars
- 1997 · Santa María de la O, processiemars
- 1997 · Esperanza, processiemars
- 1998 · Esperanza Coronada, processiemars[4]
- 1998 · Esperanza Reina de Triana, processiemars
- 1999 · Reinas del Baratillo, processiemars
- 1999 · Señorita de Triana, processiemars
- 2000 · Madre de las Mercedes Coronada, processiemars
- 2001 · Hiniesta de San Julián, processiemars
- 2001 · Reina de Monserrat, processiemars
- 2002 · Consolación, processiemars
- 2002 · Dolores de Vera-Cruz, processiemars
- 2003 · Esperanza y Pastora de Hinojos, processiemars
- 2003 · Reina del Amor, processiemars[5]
- 2005 · Madre y señora del buen fin, processiemars
- 2005 · Soberana y Jaenera, processiemars
- 2006 · Santa María de la Paz, processiemars
- Amor de Santa Marina, processiemars[6]
- El Gran Bahamontes, paso doble (opgedragen aan een bekende wieler uit zijn geboortestad Lopera)
- Virgen del Rosario, processiemars[7]

### Vocale muziek

#### Liederen
- El Divorcio
- No tengo apellío
- Recuerdo al Carbonerillo
- A Perlita
- Tradición de Huelva

## Media
1. ↑  Esperanza Macarena
2. ↑  Virgen de la Paz
3. ↑  Virgen del Dulce Nombre
4. ↑  Esperanza Coronada
5. ↑  Reina del Amor
6. ↑  Amor de Santa Marina door "Banda Música María Santissima de la Victoria (Las Cigarreras)" o.l.v. de componist
7. ↑  Virgen del Rosario door Banda Municipal de Música "Nuestra Señora del Rosario" de El Cuervo (Sevilla)

- Biblioteca Nacional de España: XX902165
- International Standard Name Identifier: 0000 0000 6113 6105
- MusicBrainz: 8bbba756-53d0-4ec6-93e9-f8206a424fc4
- Virtual International Authority File: 87805665
- WorldCat: E39PBJfGXvk9DCTRhyBFrM9qwC